# Rio Cimpoiaşa
O Rio Cimpoiaşa é um rio da Romênia, afluente do Fântâna, localizado no distrito de Maramureş.